# T. Collin Campbell
Thomas Colin Campbell (* 14. března 1934) je americký biochemik, který se specializuje na vliv výživy na dlouhodobé zdraví. Je známý svou obhajobou nízkotučné a celistvé rostlinné stravy. Je emeritním profesorem nutriční biochemie Jacoba Goulda Schurmana na Cornellově univerzitě ve státě New York. Je také členem poradního sboru časopisu Naked Food a v roce 2017 dostal cenu za celoživotní dílo od American College of Lifestyle Medicine (ACLM).
V roce 1980 poprvé použil termín rostlinná strava při prezentaci svého výzkumu o stravě v National Institutes of Health. Je autorem více než 300 výzkumných prací a čtyř knih. The China Study napsal v roce 2005 společně se svým synem Thomasem M. Campbellem II a tato publikace se stala jednou z nejprodávanějších amerických knih o výživě a následně celosvětovým bestsellerem. Je to nejobsáhlejší a nejucelenější studie o zdraví a výživě, která kdy byla v dějinách moderní medicíny provedena.
Mezi další významné publikace patří Whole (2013), The Low-Carb Fraud (2014) a The Future of Nutrition: An Insider's Look at the Science, Why We Keep Getting It Wrong a How to start doing it right (2020).
Campbell se také objevil v dokumentárních filmech Diet for a New America, Forks Over Knives, Planeat, Vegucated. Film PlantPure Nation byl produkován jeho druhým synem Nelsonem Campbellem.

## Vzdělání a kariera

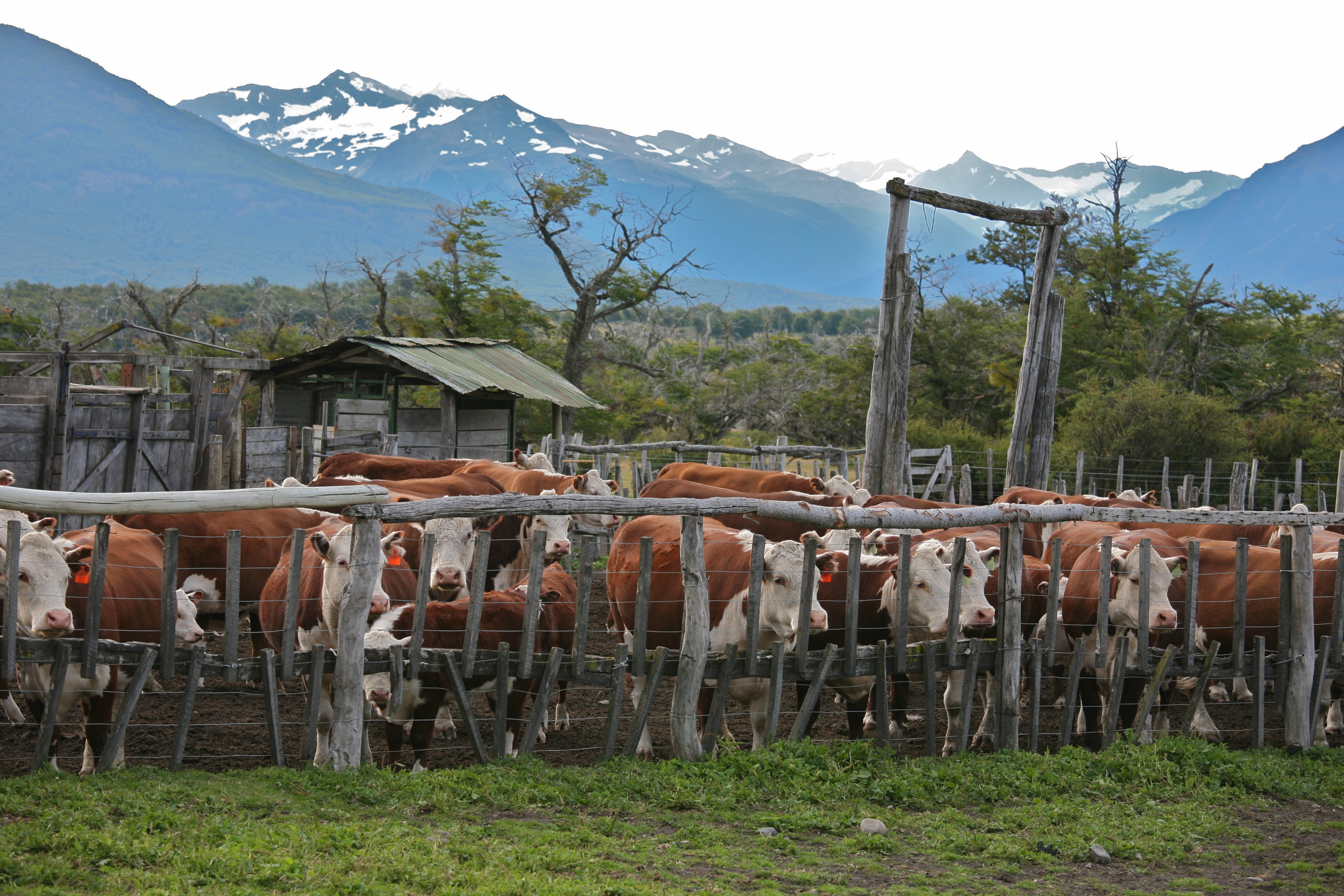
Ukázka ranče s chovem krav

Colin Campbell se narodil v roce 1934 v zemědělské rodině a vyrůstal na farmě produkující především mléko. Tam také vznikl jeho zájem zvířata, a proto se přihlásil se veterinární medicínu na Pensylvánské státní univerzitě, kterou absolvoval v roce 1956 s titulem bakalář přírodních věd. Jeden rok studoval na University of Georgia a Cornell University, kde v roce 1958 získal titul Master of Science v oboru biochemie a nutričních věd. V roce 1961 získal titul Ph.D. v oboru výživy, biochemie a mikrobiologie.
Po studiích nejprve pracoval jako výzkumný asistent na Massachusetts Institute of Technology a pak 10 let na Virginia Polytechnic Institute and State University na katedře biochemie a nutričních věd. V roce 1975 se vrátil na Cornellovu univerzitu, kde pracoval také na katedře nutričních věd. V této funkci působil jako vědecký poradce Amerického institutu pro výzkum rakoviny.
Campbell i přes své stáří stále působí v několika výborech Národní akademie věd Spojených států amerických a přednáší na Čínské akademii preventivní medicíny. Je také členem poradního sboru Physicians Committee for Responsible Medicine (PCRM), organizace založené v roce 1985 v USA, která bojuje proti testování na zvířatech a propaguje veganskou výživu.
Campbell zaujímá přední místo ve světovém výzkumu výživy již více než 40 let. Obdržel granty pro financování výzkumu na více než 70 let a je autorem okolo 350 výzkumných prací.

## Výzkum

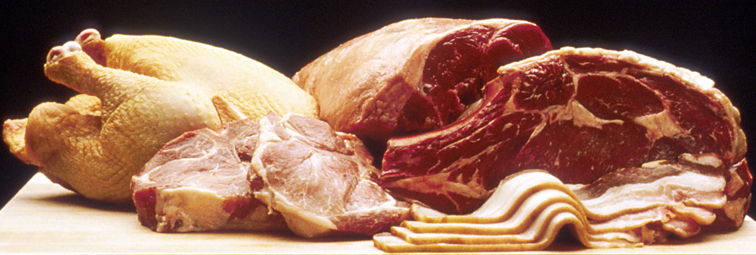
Živočišné potraviny - maso

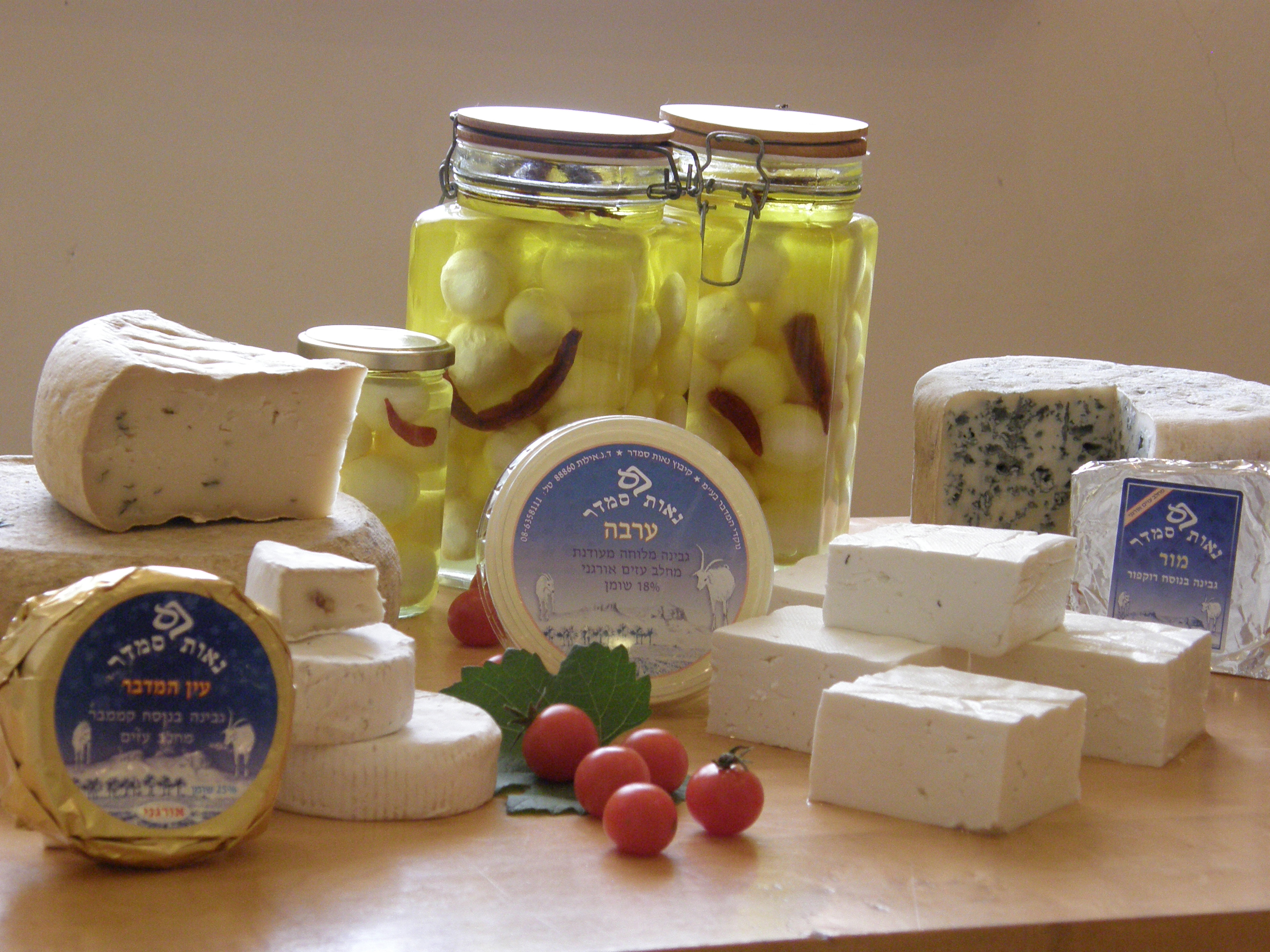
Živočišné potraviny - sýry

V 70. a 80. letech 20. století byl Campbell vědeckým ředitelem epidemiologické studie prováděné na čínském venkově, která se nazývala China-Cornell-Oxford. Studie byla provedena ve spolupráci mezi Cornellovou univerzitou v USA, Oxfordskou univerzitou ve Velké Británii a Čínskou akademií preventivní medicíny v Číně. Účastnilo se jí více než 6500 účastníků a byla proto jednou z největších studií svého druhu. Během ní byly shromažďovány údaje o stravě, životním prostředí, životním stylu a nemocech účastníků. Deník The New York Times ji nazval Grand Prix epidemiologie.
Campbell interpretoval výsledky tohoto projektu tak, že strava s živočišnými produkty je škodlivá pro lidský organismus a významně zvyšuje pravděpodobnost výskytu rakoviny, cukrovky, autoimunitních onemocnění, kardiovaskulárních onemocnění a dalších.
V roce 2004 vydal na základě této epidemiologické studie knihu s názvem The China Study, ve které doporučuje převážně veganskou stravu a v důsledku toho snížený příjem zpracovaných potravin a rafinovaných sacharidů. Významným fanouškem této knihy je i bývalý prezident Spojených států Bill Clinton.
V roce 2011 byl vydán 90minutový dokument s názvem Forks Over Knives, který se zabývá výzkumnou prací T. Colina Campbella a jeho kolegy Caldwella Esselstyna. Film poskytuje přehled o Čínské studii a dalších studiích na téma rostlinné a veganské stravy.

## Osvěta

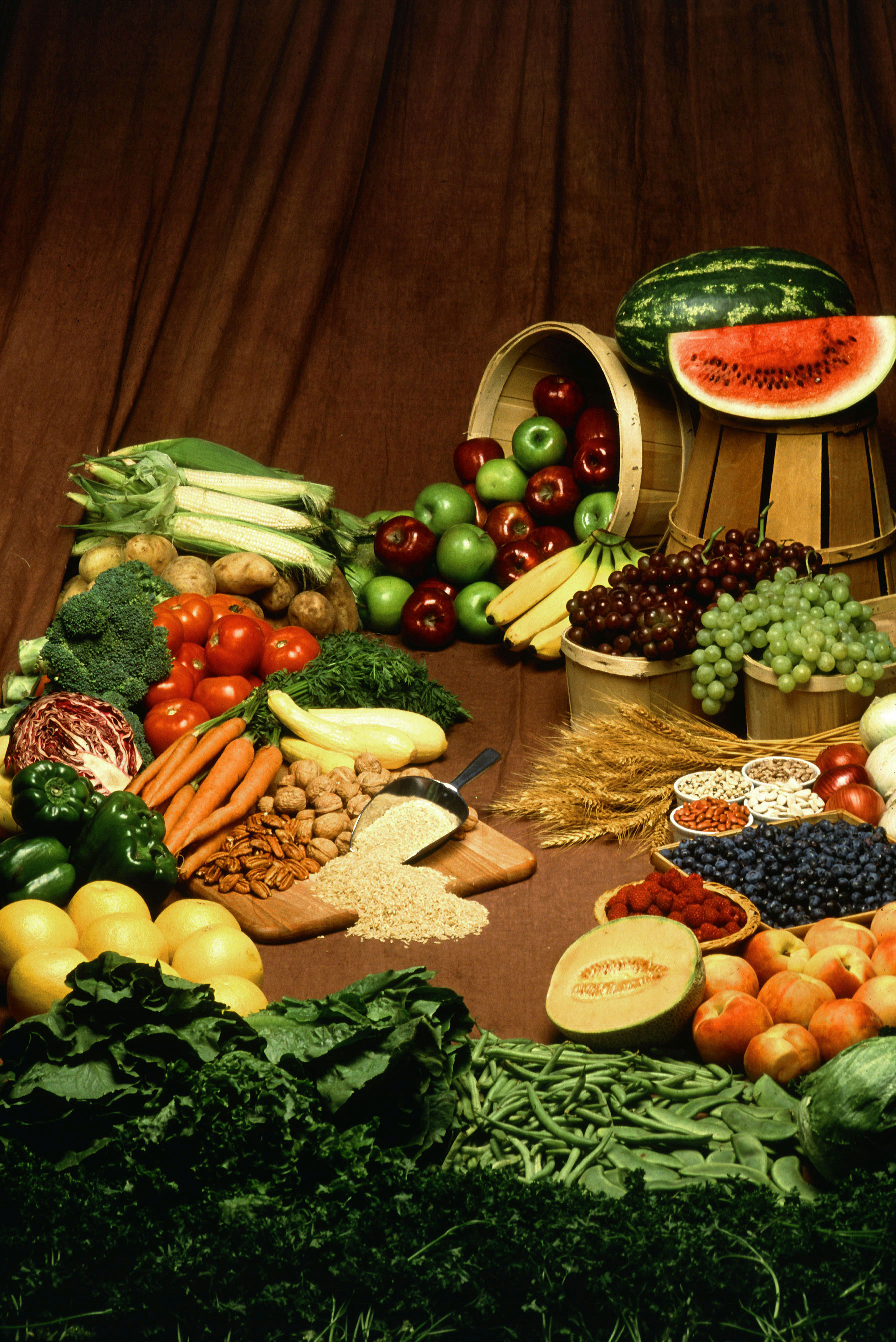
Celistvé potraviny rostlinného původu

Campbell založil a je předsedou správní rady Colin Campbell Center for Nutrition Studies Campbell. Tato organizace poskytuje vzdělávání o plnohodnotné stravě a rostlinné stravě. Založil také online vzdělávací platformu v oblasti rostlinné výživy, Plant-Based Nutrition Certificate na eCornell – Cornell University.
Jeho hlavní propagované myšlenky jsou, že bychom se neměli spoléhat pouze na doplňování živin jako způsob výživy a spoléhat na geny jako určující faktory našeho zdraví. V zájmu svého zdraví bychom měli konzumovat celistvé potraviny rostlinného původu (veganská strava).
Campbell sám dodržuje 99% veganskou stravu přibližně od roku 1990, neboť spojuje konzumaci živočišných bílkovin s rozvojem rakoviny a srdečních chorob. Tvrdí, že kasein (bílkovina nacházející se v mléce savců) je nejvýznamnějším karcinogenem, který konzumujeme.

### Publikace
- Thomas M. Campbell, W. J. Milnem: Principles of Objective Testing in Chemistry (The Principles of objective testing series). Heinemann Educational Publishers (1986). ISBN 0-435-64575-7.
- Diet, Life-Style, and Mortality in China: A Study of the Characteristics of 65 Chinese Counties. Oxford University Press (1990). ISBN 0-8014-2453-4.
- Thomas M. Campbell s dalšími autory: Fish consumption, blood docosahexaenoic acid and chronic diseases in Chinese rural populations. In: Comp Biochem Physiol A Mol Integr Physiol. 2003 Sep; 136(1):127-40. DOI:10.1016/s1095-6433(03)00016-3. PMID 14527635.
- Thomas M. Campbell: The China Study: The Most Comprehensive Study of Nutrition Ever Conducted and the Startling Implications for Diet, Weight Loss and Long-Term Health. BenBella Books (2004). ISBN 1-932100-38-5.

- Michael Senoff: How To Reverse Aging And Disease With The Miracle Of Food!: An Interview With T. Colin Campbell (2011).